# Lionello Manfredonia
Lionello Manfredonia (né le 27 novembre 1956 à Rome en Italie) est un ancien joueur et désormais dirigeant de football italien.
Durant sa carrière de club, ce défenseur central d'origine évolue pour les clubs de la SS Lazio (1975–85), de la Juventus FC (1985–87) et de l'AS Rome (1987–89). 
Il joue également quatre matchs avec la sélection de l'équipe d'Italie, et fait partie de l'effectif italien d'Enzo Bearzot qui participa à la coupe du monde 1978 en Argentine.

## Biographie

### Dirigeant sportif
Après sa carrière de joueur professionnel, il continue à travailler dans le monde du football en tant que directeur sportif, avec les clubs italiens de Cosenza, du Cagliari, de Vicenza et de l'Ascoli.

## Palmarès

### Compétitions nationales
- Campionato Primavera : (1)

Lazio : 1975-1976
- Serie A : (1)

Juventus : 1985-1986

### Compétitions internationales
- Coupe intercontinentale : (1)

Juventus : 1985